# Landbouwstatistiek in Nederland

Geologische kaart van Groningen. door Gozewinus Acker Stratingh, 1837

De landbouwstatistiek in Nederland betreft de door de Nederlandse overheid verzamelde gegevens ten behoeve van het landbouwbeleid. Belangrijke onderdelen daarvan zijn de de ontwerpen voor een bodemkaart van Nederland en indeling in landbouwgebieden.
De Nederlandse landbouwstatistiek ontstond in de Franse tijd, toen de overheid grootschalige enquêtes naar de economische situatie in de verschillende gemeenten of mairies hield. Door de invoering van het kadaster in 1832 ontstond inzicht in de economische waarde van verschillende landbouwgronden. 
Vooral in de vooruitstrevende landbouwprovincie Groningen werden geslaagde pogingen gedaan systematisch informatie te verzamelen en dit in kaarten vast te leggen. De jonge arts Gozewinus Acker Stratingh (1804-1876) publiceerde in 1837 als eerste een geologische kaart van een hele province. Later was hij actief in de Commissie voor de Statistieke Beschrijving der Provincie Groningen.

## Winand Staring
Richtinggevend voor de indeling van Nederland in landbouwgebieden was het werk van de landbouwkundige, geoloog en bodemkundige Winand Carel Hugo Staring (1808–1877). In 1844 publiceerde hij de eerste geologische kaart van Nederland. Als secretaris van de hoofdcommissie Geologisch Onderzoek van Nederland was hij verantwoordelijk voor de officiële geologische kaart van Nederland, die vanaf 1857 werd gepubliceerd. Daarnaast schreef hij een standaardwerk over de bodem in Nederland.
De  provinciegewijze opzet van de landbouwstatistiek die tot dan toe gebruikelijk was, voldeed halverwege de 19e eeuw niet langer. Staring ontwierp een nieuwe opzet en presentatie van de verzamelde gegevens. Hij maakte onderscheid tussen verschillende bedrijfsvormen of productiesystemen, die hij als landbouwstelsel kenschetste. Een landbouwstelsel was volgens Staring "eene bepaalde gewoonte, waarnaar de boerderijen ingericht, het land bebouwd en het vee aangehouden worden", kortom "de wijze waarop de landbouw gedreven wordt". De door hem voorgestelde indeling werd toegepast in de overheidsstatistieken, die gepubliceerd werden onder de titel Staat van den Landbouw in het Koninkrijk der Nederlanden.
Voor Nederland ging Staring uit van de negen landbouwstelsels en een aantal specialistische teelten, waarbij hij onderscheid maakte naar bodemtypen (klei, zand veen) en bedrijfstakken (akkerbouw, veeteelt, tuinbouw). Voor de verschillende onderscheidingen in het veelteeltbedrijf had hij weinig aandacht.

## Landbouwstelsels
Staring onderscheidde de volgende landbouwstelsels:
| Akkerbouw op de klei                    | Weidebedrijf                       | Akkerbouw op het zand                                                               | Bijzondere teelten |
| Korenbouwerij op zeeklei                | (veeteelt op klei- en veengronden) | Drieslagstelsel                                                                     | (tuinbouw) |
| - met klaverweiden - met wisselbouwerij |                                    | - Roggebouw - Boekweitteelt - Rijenteelt - Wisselbouw der Koloniën van Weldadigheid | - Warmoezenieren - Boomgaarden - Boomkwekerijen - Tabaksteelt - Hennep - Hop, kaarden - Bloembollenteelt - Artsenijgewassen - Cichorij |
| Korenbouwerij op rivierklei             |                                    | Vlaamse bouwerij                                                                    | |
| Tarweteelt                              |                                    |                                                                                     | |
| Zeeuwse tarweteelt                      |                                    |                                                                                     | |
| Polderroofbouw                          |                                    |                                                                                     | |

## Staatsenquêtes
Tussen 1880 en 1910 werd een aantal staatsenquêtes naar de toestand van de landbouw, de boerenstand en de landarbeiders gehouden, die een schat aan informatie bevatten.

## Landbouwgebieden in 1912
Omdat de oude indeling van Staring achterhaald was en onvoldoende verfijningen bevatte, werd in 1910 een nieuwe indeling ontworpen om het verzamelde materiaal te kunnen rangschikken. Dit resulteerde in een indeling in 83 afzonderlijke landbouwgebieden, die werden gerangschikt in zes groepen, afhankelijk van bodemtype, marktoriëntatie, hoogteligging, innerlijke samenhang en welvaartsniveau.  
De veenweide- en kleiweidegebieden werden als één groep behandeld, terwijl de lössbodems van Zuid-Limburg tot de rivierkleigebieden werden gerekend. Een handvol gebieden (hieronder gemarkeerd met een asterisk) paste niet helemaal in deze groepsindeling. Zo hadden de boerderijen op de noordelijke zandgronden en in Zuidwest-Brabant relatief veel grasland, terwijl ze in andere streken veenkoloniale kenmerken hadden. De boerderijen van het Oud-Oldambt hadden behalve zeeklei- ook zand- en veengronden. 
De indeling geeft een uitstekend overzicht van de Nederlandse landbouw in de 19e eeuw, zoals beschreven door de historicus Jan Luiten van Zanden. 
De indeling van 1910/12 bleef vrijwel ongewijzigd in gebruik tot 1991
| Provincie     | Zeeklei met akkerbouw en gemengd bedrijf                                           | Rivierklei met gemengd bedrijf                                        | Weidestreken                                                                        | Zandgronden                                                                      | Veenkoloniën                                            | Tuinbouwgebieden                                     |
|               | (Noordelijk zeekleigebied)                                                         | (Rivierkleigebied)                                                    | (Noordelijk weidegebied)                                                            | (Noordelijk zandgebied)                                                          | (Veenkoloniën)                                          |                                                      |
| Groningen     | Noordelijke bouwstreek - Hogeland                                                  |                                                                       | Centrale Weidestreek                                                                | Zuidelijk Westerkwartier*                                                        | Woldstreek*                                             |                                                      |
|               | Noordelijk Westerkwartier - Humsterland                                            |                                                                       |                                                                                     | Goorecht*                                                                        | Veenkoloniën                                            |                                                      |
|               | Centrale Bouwstreek                                                                |                                                                       |                                                                                     | Westerwolde                                                                      |                                                         |                                                      |
|               | Klein-Oldambt - Oost-Fivelgo                                                       |                                                                       |                                                                                     |                                                                                  |                                                         |                                                      |
|               | Nieuw-Oldambt                                                                      |                                                                       |                                                                                     |                                                                                  |                                                         |                                                      |
|               | Oud-Oldambt*                                                                       |                                                                       |                                                                                     |                                                                                  |                                                         |                                                      |
| Friesland     | Kleibouwstreek - Het Bildt - Weide- en bouwstreek                                  |                                                                       | Kleiweidestreek                                                                     | De Wouden*                                                                       |                                                         |                                                      |
|               |                                                                                    |                                                                       | Veenweidestreek                                                                     |                                                                                  |                                                         |                                                      |
|               |                                                                                    |                                                                       | Eilanden                                                                            |                                                                                  |                                                         |                                                      |
| Drenthe       |                                                                                    |                                                                       |                                                                                     | Zandgebied - Hoogeveen                                                           | Veen- en zandgebied* - Veenkoloniën - Hondsrug - Smilde |                                                      |
|               |                                                                                    |                                                                       |                                                                                     | Noordelijke randgemeenten* - Noorderveld                                         |                                                         |                                                      |
|               |                                                                                    |                                                                       |                                                                                     | Zuidelijke randgemeenten*                                                        |                                                         |                                                      |
|               |                                                                                    |                                                                       |                                                                                     | (Oostelijk zandgebied)                                                           |                                                         |                                                      |
| Overijssel    |                                                                                    | IJsselstreek                                                          | Weidegebied                                                                         | Zand- en veengebied                                                              |                                                         |                                                      |
|               |                                                                                    |                                                                       |                                                                                     | Zandgebied                                                                       |                                                         |                                                      |
| Gelderland    |                                                                                    | IJsselstreek                                                          |                                                                                     | Graafschap Zutphen                                                               |                                                         |                                                      |
|               |                                                                                    | De Lijmers                                                            |                                                                                     | Rijk van Nijmegen                                                                |                                                         |                                                      |
|               |                                                                                    |                                                                       | (Westelijk weidegebied)                                                             | (Centrale Zandgebied)                                                            |                                                         |                                                      |
|               |                                                                                    | Betuwe                                                                |                                                                                     | Oostelijke Veluwe                                                                |                                                         |                                                      |
|               |                                                                                    | Tielerwaard - Westelijke Betuwe                                       |                                                                                     | Veluwezoom                                                                       |                                                         |                                                      |
|               |                                                                                    | Bommelerwaard                                                         |                                                                                     | Nederveluwe - Noordelijke Veluwe                                                 |                                                         |                                                      |
|               |                                                                                    | Land van Maas en Waal                                                 |                                                                                     | Overveluwe - Westelijke Veluwe                                                   |                                                         |                                                      |
| Utrecht       |                                                                                    | Kleigebied van IJssel en Ouden Rijn                                   | Eemland                                                                             | Zandgebied - Heuvelrug                                                           |                                                         |                                                      |
|               |                                                                                    | Kleigebied van den Krommen Rijn                                       | Noordwestelijk weidegebied - Veenweidegebied - De Ronde Venen - IJssel en Oude Rijn |                                                                                  |                                                         |                                                      |
|               |                                                                                    |                                                                       | Lopikerwaard                                                                        |                                                                                  |                                                         |                                                      |
|               | (Hollandse en IJsselmeerpolders)                                                   |                                                                       |                                                                                     |                                                                                  |                                                         | (Overig Noord-Holland)                               |
| Noord-Holland | Noordoostpolders - Amsteldieppolders                                               |                                                                       | Eilanden                                                                            | Gooiland*                                                                        |                                                         | Drechterland - Z.O.-West-Friesland - Bangert         |
|               |                                                                                    |                                                                       | Noordelijke duinstreek - Land van de Zijpe                                          |                                                                                  |                                                         | Geestmerambacht                                      |
|               |                                                                                    |                                                                       | Noordelijk West-Friesland                                                           |                                                                                  |                                                         | Zuidelijke duinstreek - Kennemerland                 |
|               | Meerlanden - Haarlemmermeer- en IJpolders - Aalsmeer - Amstelland                  |                                                                       | Middengewest - Droogmakerijen - Waterland                                           |                                                                                  |                                                         |                                                      |
|               |                                                                                    |                                                                       | ‘t Gein                                                                             |                                                                                  |                                                         |                                                      |
| Zuid-Holland  | Rijn-, Delf- en Schielandsche droogmakerijen                                       |                                                                       | Noordelijk klei- en veengebied - De Venen - Boskoop                                 |                                                                                  |                                                         | (Overig Zuid-Holland)                                |
|               | (Zuidwestelijk zeekleigebied)                                                      |                                                                       |                                                                                     |                                                                                  |                                                         | Zuidhollandsch bollen- en weidegebied - Bollenstreek |
|               | IJsselmonde en Dordtsche Waard                                                     |                                                                       | Rijnland                                                                            |                                                                                  |                                                         | Westland                                             |
|               | Hoeksche Waard                                                                     |                                                                       | Delf- en Schieland                                                                  |                                                                                  |                                                         |                                                      |
|               | Voorne, Putten en Roozenburg                                                       |                                                                       | Land van Gouda en Woerden                                                           |                                                                                  |                                                         |                                                      |
|               | Goeree en Overflakkee                                                              |                                                                       | Krimpenerwaard                                                                      |                                                                                  |                                                         |                                                      |
|               |                                                                                    |                                                                       | Alblasserwaard                                                                      |                                                                                  |                                                         |                                                      |
|               |                                                                                    |                                                                       | Vijfheerenlanden                                                                    |                                                                                  |                                                         |                                                      |
| Zeeland       | Tholen en St. Philipsland                                                          |                                                                       |                                                                                     |                                                                                  |                                                         |                                                      |
|               | Schouwen en Duiveland                                                              |                                                                       |                                                                                     |                                                                                  |                                                         |                                                      |
|               | Noordbeveland                                                                      |                                                                       |                                                                                     |                                                                                  |                                                         |                                                      |
|               | Zuidbeveland                                                                       |                                                                       |                                                                                     |                                                                                  |                                                         |                                                      |
|               | Walcheren                                                                          |                                                                       |                                                                                     |                                                                                  |                                                         |                                                      |
|               | Zeeuwsch-Vlaanderen, westelijk deel                                                |                                                                       |                                                                                     |                                                                                  |                                                         |                                                      |
|               | Zeeuwsch-Vlaanderen, oostelijk deel                                                |                                                                       |                                                                                     | (Zuidelijk zandgebied)                                                           |                                                         |                                                      |
| Noord-Brabant | Noordwestelijke zeekleigronden - Noordwesthoek - Biesbosch - Westelijke Langstraat | Land van Heusden en Altena - Land van Altena - Oostelijke Langstraat) | Maaskant*                                                                           | Westelijke zandgronden* - Noordwestelijke-Zandgronden - Land van Bergen op Zoom  |                                                         |                                                      |
|               |                                                                                    |                                                                       |                                                                                     | Zuidelijke en oostelijke zandgronden - Land van Breda - Kempen - Zuidelijke Peel |                                                         |                                                      |
|               |                                                                                    |                                                                       |                                                                                     | Meijerij                                                                         |                                                         |                                                      |
|               |                                                                                    | (Lössgebied)                                                          |                                                                                     | Land van Cuijk - Noordelijke Peel                                                |                                                         |                                                      |
| Limburg       |                                                                                    | Zuid-Limburg*                                                         |                                                                                     | Noord-Limburg - Westelijk Noord-Limburg - Maasvalei - Land van Montfort          |                                                         |                                                      |

### Toenemende overheidsbemoeienis

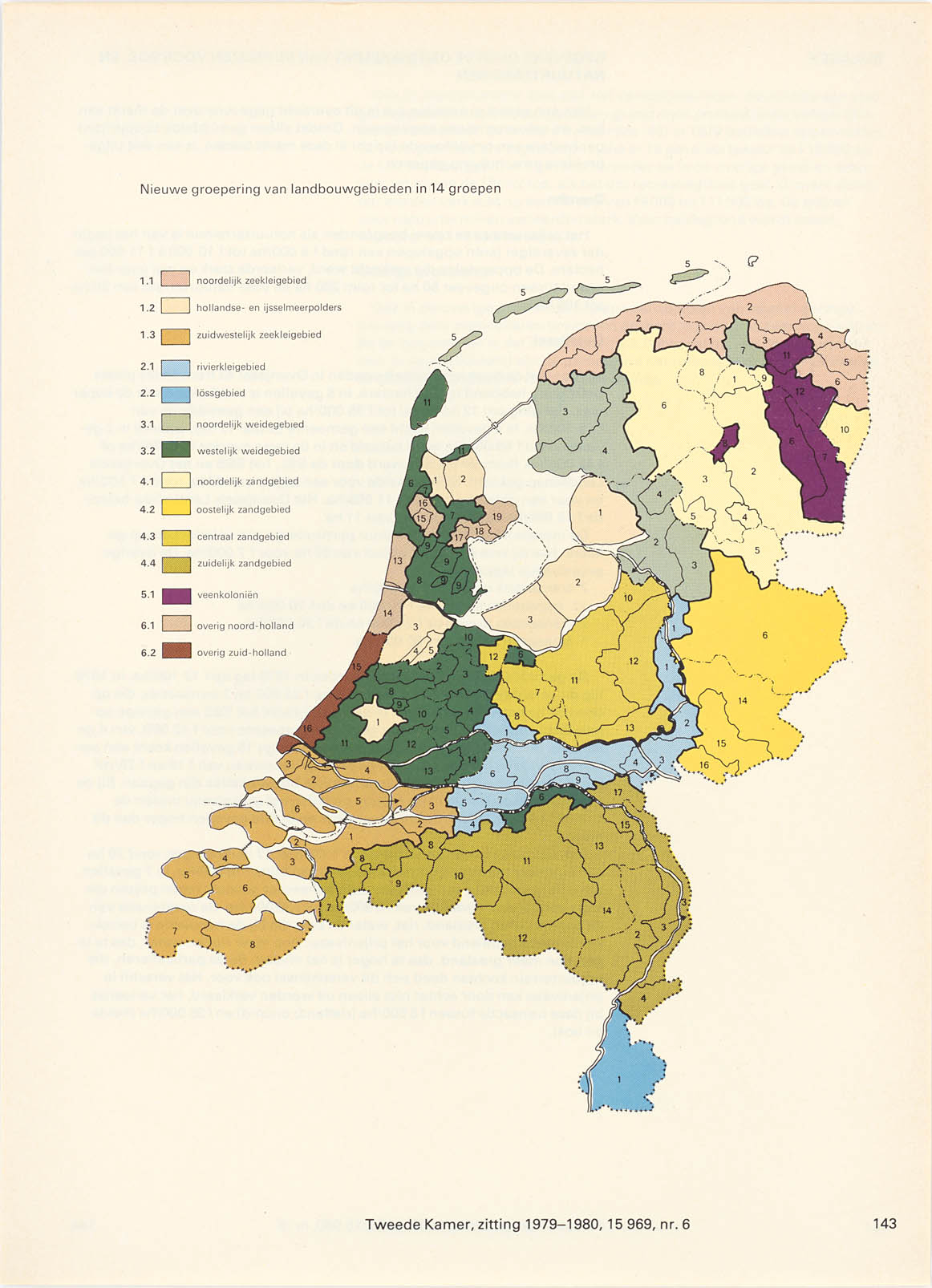
Nieuwe indeling van landbouwgebieden in Nederland in 14 groepen, 1980

De overheidsbemoeienis met de landbouw nam tijdens in de crisisjaren en vooral tijdens de Wederopbouw sterk toe. Om de voedselvoorziening te garanderen, diende de landbouw gemoderniseerd te worden. De Rijksoverheid ging daarom belangrijke rol spelen in het landbouwbeleid, waarvoor veel gegevens dienden te worden verzameld. 
De door de overheid gestimuleerde landbouwvoorlichting richtte zich direct op de bedrijfsvoering en de bedrijfsstijlen van afzonderlijke boerenbedrijven, die vaak regionaal bepaald waren. De socioloog Evert Willem Hofstee (1909-1987), hoogleraar aan de Landbouwhogeschool Wageningen, maakte studie van dergelijke bedrijfsstijlen, waarbij opnieuw het Groningse materiaal een belangrijke rol speelde.
Bij de totstandkoming van de Europese Unie speelden het landbouwbeleid en de landbouwprijspolitiek opnieuw een grote rol. Schaalvergroting werd ondersteund door Ruilverkavelingen, waarbij veel kleine bedrijven werden opgeheven. Daardoor veranderde ook het kaartbeeld.
De indeling van 1910/12 werd in de jaren vijftig als te grof ervaren, waarom een aantal gebieden in 1957 werd gesplitst en deze streken een nieuwe naam kregen.
Vooral de afstemming tussen de gegevens die werden verzameld door het Landbouw Economisch Instituut (LEI) en het Centraal Bureau voor de Statistiek (CBS) was een lastige zaak.
In 1962 werd een nieuwe indeling op basis van bedrijfstypen ingevoerd, die was gebaseerd op de arbeidsbehoefte van de afzonderlijke bedrijven, uitgedrukt in man-uren per jaar. Dankzij moderne technieken van informatieverwerking, kon dit alles steeds verder in detail worden uitgerekend,
In 1980 werden de bestaande landbouwgebieden ondergebracht in 14 nieuwe hoofdgroepen, die vrijwel naadloos aansloten bij de oorspronkelijke indeling uit 1912. Voor de zeekleigebieden werd een onderscheid gemaakt tussen een noordelijke en zuidwestelijke hoofdgroep, terwijl de nieuwe IJsselmeerpolders samen met de Hollandse meerlanden in een afzonderlijke hoofdgroep werden ondergebracht. Daarnaast werd een onderscheid gemaakt tussen de noordelijke, centrale en de westelijke weidegebied, alsmede het noordelijke, oostelijke, centrale en zuidelijke zandgebied. Zuid-Limburg werd voortaan als lössgebied gekenschetst.
Vergelijking van de gegevens uit 1910, 1950 en 1986 laat zien dat vooral het aandeel van grasland en tuinbouw in deze periode sterk is toegenomen. Was de rundveehouderij aan het begin van dit tijdvak vooral op de veen- en kleigronden van kustprovincies geconcentreerd, vanaf het midden van de 20e eeuw groeide deze bedrijfstak ook in het oosten en zuiden van Nederland sterk ten koste van de akkerbouw. De tuinbouw concentreert zich vooral op het westen van het land.
Ook de schaal van de landbouwbedrijven is sterk toegenomen. Aanvankelijk overheersten in het oosten en zuiden van Nederland vooral kleine bedrijven, in tegenstelling tot de kustprovincies. Met name in het duinengebied, West-Friesland, het oostelijke rivierengebied, op de Veluwe en in het Zuid-Limburg nam het aantal kleinere bedrijven met intensieve teelten tot 1950 juist toe. Daarna trad overal een sterke schaalvergroting in.

## Landbouwgebieden in 1991
De Adviescommissie Landbouwstatistieken heeft in 1991 een indeling in 66 landbouwgebieden en 14 hoofdgroepen vastgesteld. Dit omdat de bestaande indeling onoverzichtelijk en niet meer bij de tijd was. Bodemtypen spelen daarin een minder belangrijke rol dan in de oudere indelingen, waarin de natuurlijke vruchtbaarheid van de bodem nog voorop stond. De nieuwe indeling is opgebouwd uit gemeenten met (zoveel mogelijk) gelijksoortige typen van landbouwbedrijven.
In de nieuwe indeling werden de oude weidegebieden grotendeels samengevoegd met de zandgebieden, die sinds het midden van de 20e eeuw zijn overgeschakeld naar veeteelt. De zeekleipolders van het Oldambt werden voortaan bij de Veenkoloniën en de Drentse akkerbouwstreken geteld. In de hoofdgroep Westelijk Holland vinden we zowel veenweidestreken als zeekleipolders en tuinbouwgebieden. Voor het Waterland en de Noord-Hollandse droogmakerijen werd een afzonderlijke hoofdgroep gecreëerd, net als voor de zandgronden van Zuidwest-Brabant.
| Weidegebieden | Overig Nederland |
| Noordelijk weidegebied - Centraal Weidegebied in Groningen - Groninger zuidelijk Westerkwartier - De Wouden - Eilanden - Weidestreek in Friesland - Weidegebied van het Noorderveld - Zuidwestelijk Weidegebied in Drenthe - Weidegebied in Overijssel                        | Bouwhoek en Hogeland - De Marne - Oostelijk Hogeland - Noordelijk Friesland |
| Oostelijk veehouderijgebied - Zuidelijk Zandgebied in Drenthe - Noordoost-Overijssel - Salland - Twente - Achterhoek - IJsselstreek - Zuidelijk Gelderland | Veenkoloniën en Oldambt - Oostelijke Bouwstreek in Groningen - Westerwolde en Groninger Veenkoloniën - Drentse Veenkoloniën en Hondsrug - Smilde en Centraal Zandgebied in Drenthe       |
| Centraal veehouderijgebied - Oostelijke Veluwe - Westelijke Veluwe - Zandgebied in Utrecht | IJsselmeerpolders - Noordoostelijke Polder - Zuidelijke IJsselmeerpolders - Wieringen en Wieringermeer                                                                                   |
| Waterland en Noordhollandse Droogmakerijen | |
| Hollands/Utrechts weidegebied - Eemland - Westelijk weidegebied in Utrecht - Boskoop en Rijneveld - Krimpenerwaard en Oostelijk Rijnland - Alblasserwaard en Vijfherenlanden                                                                                                  | Rivierengebied - Bommelerwaard - Oostelijke Betuwe en Nijmegen - Veluwezoom en Betuwe - Centraal tuinbouwgebied in Utrecht - Kromme Rijn-streek en Heuvelrug - Oostelijke Langstraat     |
| Westelijk Holland - Texel en Land van Zijpe - West-Friesland en omgeving - Kennemerland - 't Gein en Gooiland - Amstelland en Aalsmeer - Haarlemmermeer - Bollenstreek [Zuid-Holland] - Westelijk Rijnland - Westland en Zuidhollandse Droogmakerijen - Rotterdam en omgeving | Zuidwestelijk akkerbouwgebied - Voorne-Putten en Hoeksche Waard - Goeree-Overflakkee - Noordelijk Zeeland - Walcheren en Zuid-Beveland - Zeeuwsch-Vlaanderen - Noordwesthoek - Biesbosch |
| Zuidwest Brabant - Westelijke Zandgronden | Zuid-Limburg |
| Zuidelijk veehouderijgebied - Westelijke Langstraat - Midden Noord-Brabant - De Kempen - Westelijk Peelgebied' - Maaskant en Land van Cuijk - Noord-Limburg | |